# Richard J. Eden
Richard John Eden (* 2. Juli 1922 in London; † 25. September 2021) war ein britischer theoretischer Physiker.

## Werdegang
Eden wurde 1951 in Cambridge bei Paul Dirac promoviert (The classical and quantum mechanics of non-holonomic systems) und erhielt 1949 den Smith-Preis. Von 1964 bis 1982 war er Reader in theoretischer Physik an der Universität Cambridge und von 1982 bis 1989 Professor für Energie-Studien.
Er war Fellow des Clare Hall College der Universität Cambridge. Von 1987 bis 1999 war er Vizepräsident des College.
Eden war in den 1960er-Jahren ein führender britischer Vertreter der Studien zur analytischen S-Matrix in der Elementarteilchenphysik. Er befasste sich neben Quantenfeldtheorie und Elementarteilchenphysik mit Kernphysik und Energiefragen.
In den Jahren 1954, 1959, 1973 und 1989 war er am Institute for Advanced Study.
Eden war OBE (1978) und Fellow des Institute of Physics. 1970 erhielt er die Maxwell-Medaille und 1989 den Open Award for Distinction in Energy Economics des British Institute of Energy Economics (BIEE) in London. Ab 1974 war er im UK Advisory Committee for Energy Conservation und er leitete in den 1970er Jahren die Energy Research Group der Cavendish Laboratories.
Zu seinen Schülern (Doktoranden) zählen Michael Boris Green, John Clayton Taylor, Elliot Leader und Geoffrey Fox.

## Schriften
- Theory of nuclear models, Phys. Rev., Band 97, 1955, S. 1366
- The analytic structure of collision amplitudes in perturbation theory, Phys. Rev., Band 119, 1960, S. 1763
- mit Peter Landshoff, David Olive, John Polkinghorne: The analytic S-Matrix, Cambridge UP, 1966, 2002
- Pomeranchuk theorem and the Serpukhov data on total cross sections, Physical Review D, Band  2, 1970, S. 529–531
- Theorems on high energy collisions of elementary particles, Reviews of Modern Physics, Band 43, 1971, S. 15–35
- mit G. D. Kaiser: Theoretical and experimental consequences of a violation of the Pomeranchuk theorem on total cross sections at high energies, Physical Review D, Band 3, 1971, S. 2286–2288
- Regge poles and elementary particles, Reports On Progress in Physics, Band 34, 1971, S. 995–1053
- mit G. D. Kaiser: Asymptotic properties of scattering amplitudes and their experimental consequences, Nuclear Physics B, Band 28, 1971, S. 253–282
- High Energy Collisions of Elementary Particles, Cambridge UP 1967
- World Energy Demand, IPC Science and Technology Press 1978
- Energy Conservation in the UK, in: NEDO Report, London, HMSO 1974
- World energy to 2050. Outline scenarios for energy and electricity Energy Policy, Band  21, 1993, S. 231–237
- mit R. C. Bending, R. K. Cattell: Energy and structural change in the United Kingdom and Western Europe, Annual Review of Energy, Band 12, 1987, S. 185–222